# Дубровка (Переволочское сельское поселение)
Дубровка — деревня в Руднянском районе Смоленской области России. Входит в состав Переволочского сельского поселения. Население — 91 житель (2007 год). 
Расположена в западной части области в 14 км к северо-западу от Рудни, в 12 км севернее автодороги А141 Орёл — Витебск, на берегу реки Черница. В 16 км юго-восточнее деревни расположена железнодорожная станция Рудня на линии Смоленск — Витебск. 

## История
В годы Великой Отечественной войны деревня была оккупирована гитлеровскими войсками в июле 1941 года, освобождена в октябре 1943 года.